# Mostky
Mostky (německy Pernlesdorf) je malá vesnice, část města Kaplice v okrese Český Krumlov. Nachází se asi 2 km na jihovýchod od Kaplice. Je zde evidováno 32 adres.
Mostky je také název katastrálního území o rozloze 7,36 km². V katastrálním území Mostky leží i Dobechov a Květoňov. V katastrálním území Mostky je přírodní památka a evropsky významná lokalita Horní Malše.

## Historie
První písemná zmínka o vesnici pochází z roku 1366. V roce 1930 žilo v Mostkách 496 obyvatel. V letech 1938 až 1945 byly Mostky v důsledku uzavření Mnichovské dohody přičleněny k nacistickému Německu.

## Obecní správa
Mostky byly samostatná obec, ke které patřily: Dobechov, Květoňov a Hodonice. Od roku 1961 jsou částí města Kaplice.

## Galerie

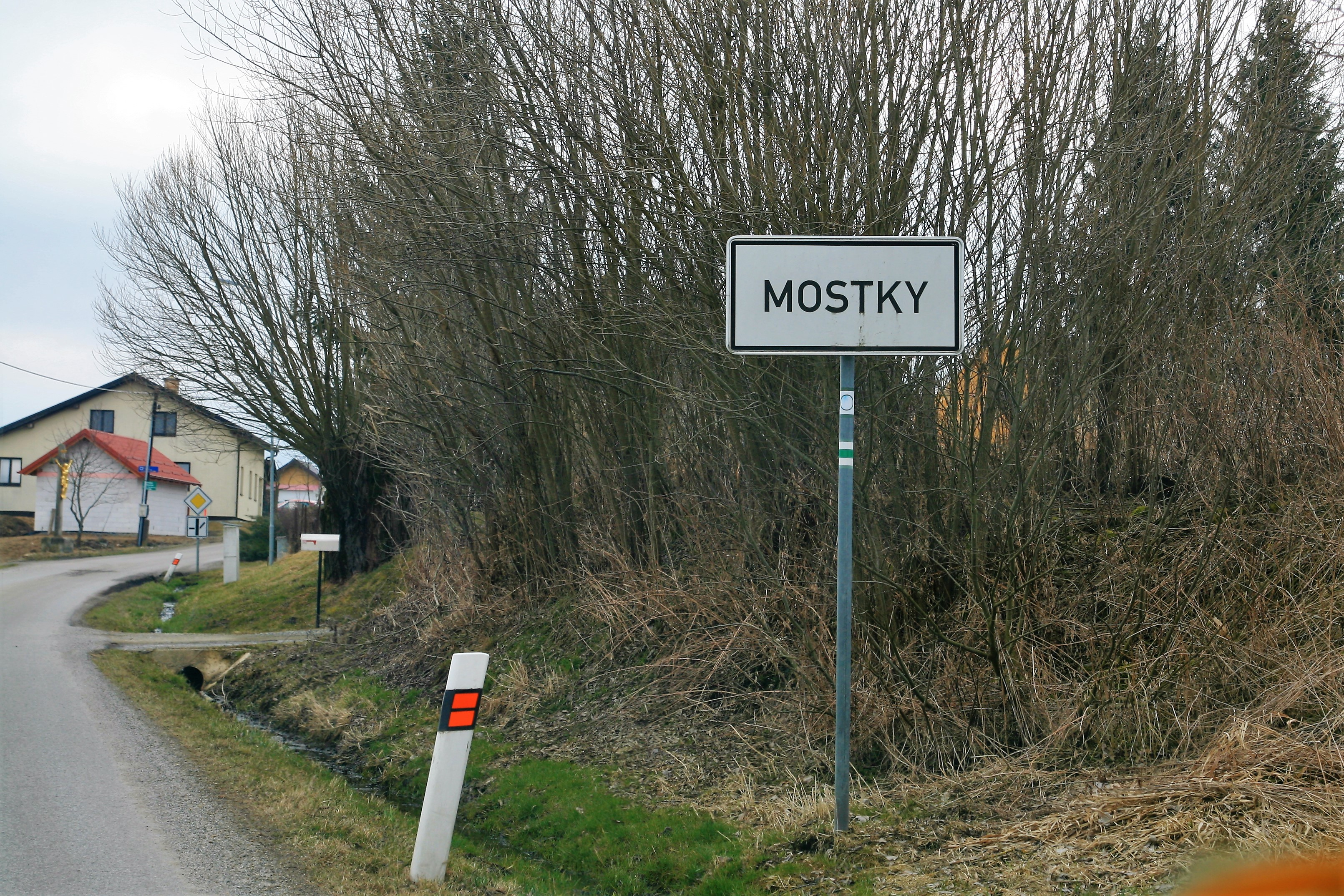
Začátek obce
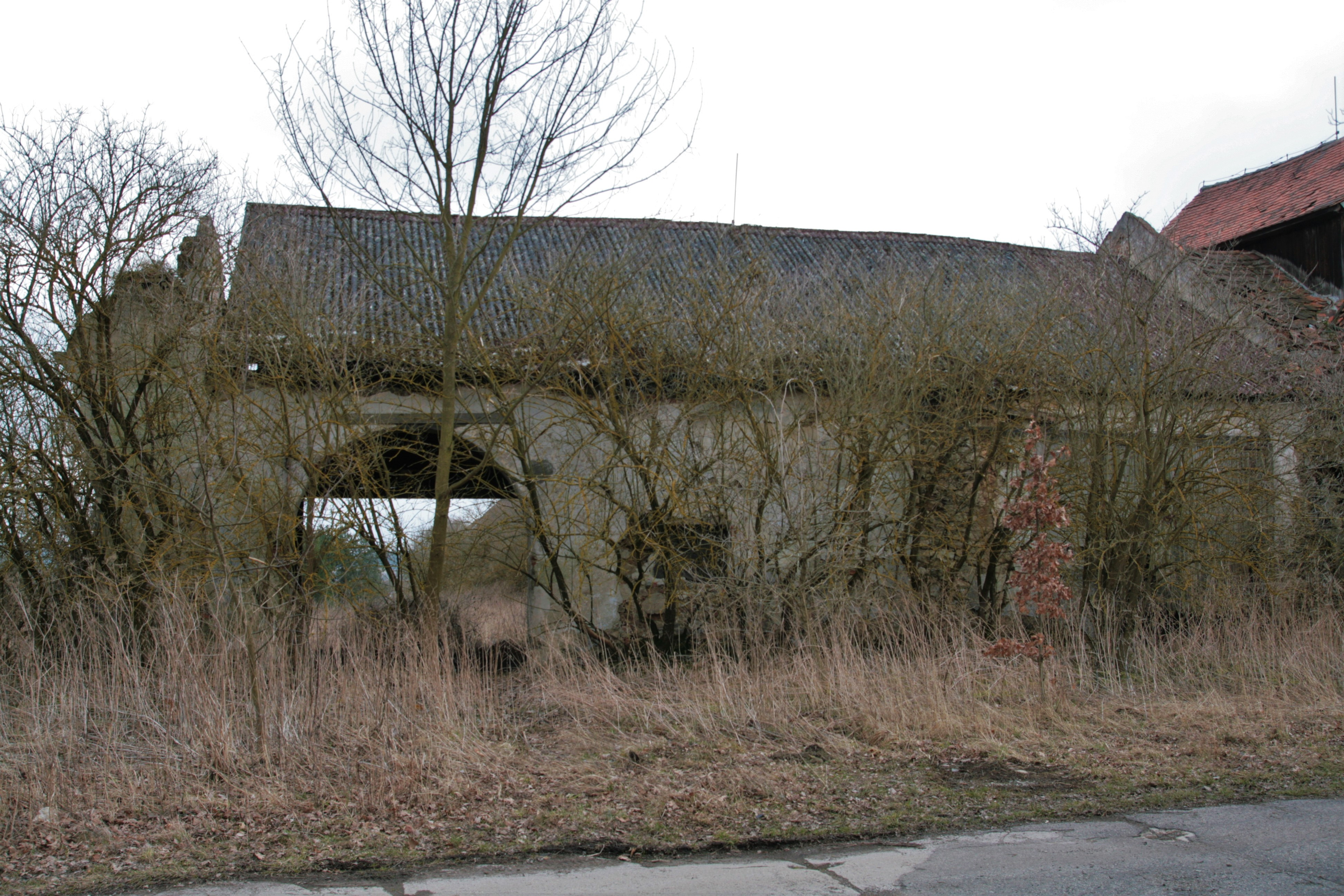
Statek
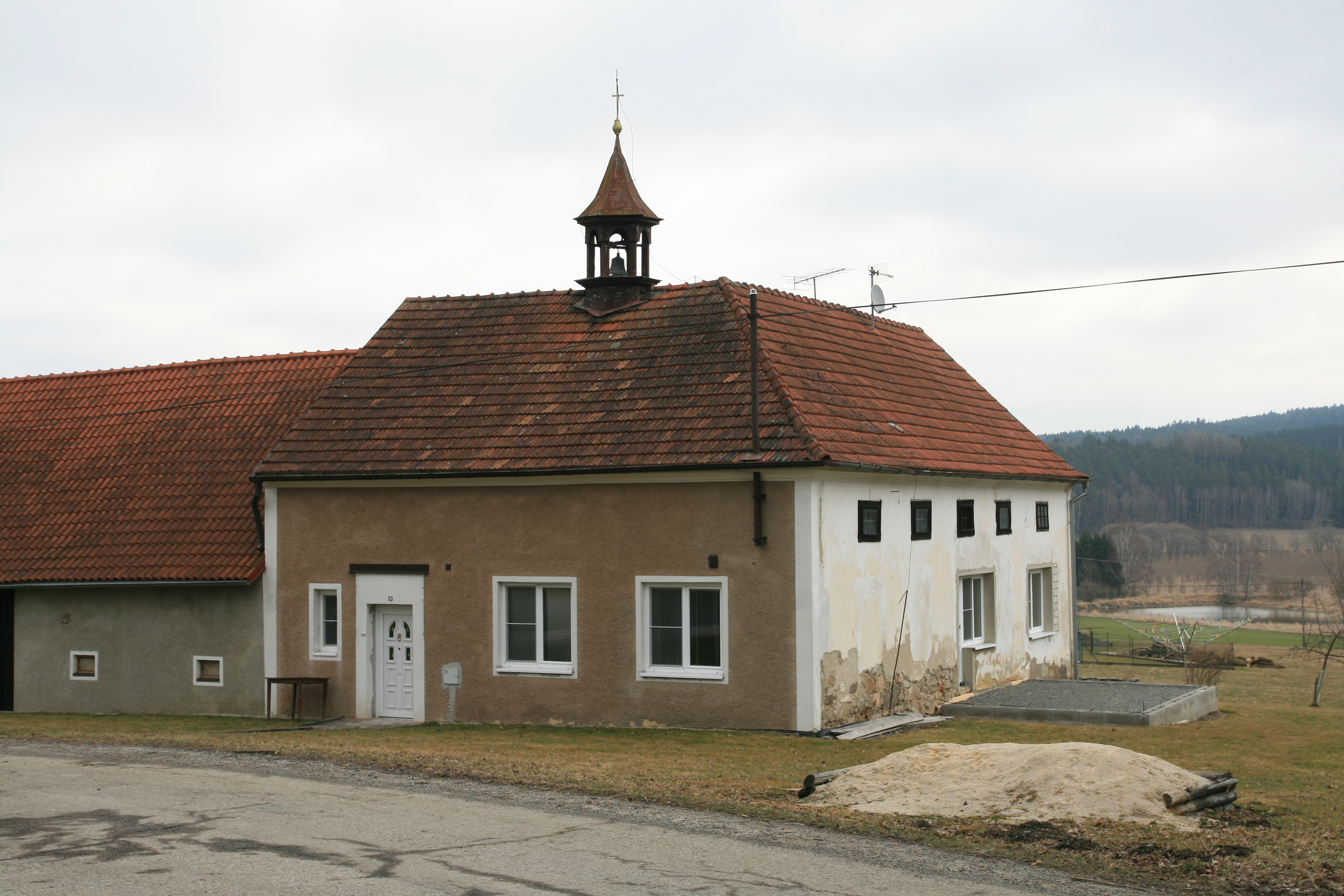
Rohový dům